# Georgina García Pérez
Georgina García Pérez (* 13. Mai 1992 in Barcelona) ist eine spanische Tennisspielerin.

## Karriere
García Pérez begann mit fünf Jahren mit dem Tennisspielen, ihr bevorzugtes Terrain ist der Hartplatz. Sie spielt vor allem auf Turnieren des ITF Women’s Circuit, bei denen sie bislang 12 Einzel- und 21 Doppeltitel gewinnen konnte.
2018 gewann sie ihr erstes Turnier der WTA Tour im Doppel in Budapest an der Seite von Fanny Stollár, 2019 ihren ersten Doppeltitel der WTA Challenger Series.

## Turniersiege

### Einzel
| Nr. | Datum              | Turnier             | Kategorie   | Belag             | Finalgegnerin              | Ergebnis        |
| --- | ------------------ | ------------------- | ----------- | ----------------- | -------------------------- | --------------- |
| 1.  | 26. April 2015     | Ponta Delgada       | ITF $10.000 | Hartplatz         | Kelly Versteeg             | 6:2, 6:1        |
| 2.  | 16. Mai 2015       | Monzón              | ITF $10.000 | Sand              | Cristina Sánchez-Quintanar | 6:4, 6:2        |
| 3.  | 28. August 2016    | Bukfurdo            | ITF $25.000 | Sand              | Gabriela Pantůčková        | 6:3, 6:0        |
| 4.  | 5. November 2016   | Casablanca          | ITF $10.000 | Sand              | Fatma Al-Nabhani           | 6:4, 3:6, 6:2   |
| 5.  | 19. November 2016  | Rabat               | ITF $10.000 | Sand              | Fatma Al-Nabhani           | 6:3, 2:6, 6:1   |
| 6.  | 12. Februar 2017   | Hammamet            | ITF $15.000 | Sand              | Jil Teichmann              | 7:5, 6:2        |
| 7.  | 14. Mai 2017       | Monzón              | ITF $25.000 | Hartplatz         | Marie Bouzková             | 6:1, 6:3        |
| 8.  | 21. Mai 2017       | La Bisbal           | ITF $25.000 | Sand              | Estrella Cabeza Candela    | 6:2, 0:6, 6:4   |
| 9.  | 16. Dezember 2017  | Pune                | ITF $25.000 | Hartplatz         | Katy Dunne                 | 6:4, 7:5        |
| 10. | 28. Januar 2018    | Andrézieux-Bouthéon | ITF $60.000 | Hartplatz (Halle) | Arantxa Rus                | 6:2, 6:0        |
| 11. | 13. September 2020 | Figueira da Foz     | ITF W25+H   | Hartplatz         | Beatriz Haddad Maia        | 610:7, 7:5, 6:4 |
| 12. | 4. Oktober 2020    | Porto               | ITF W25     | Hartplatz         | Francisca Jorge            | 1:6, 6:4, 6:3   |

### Doppel
| Nr. | Datum              | Turnier          | Kategorie         | Belag             | Partnerin                 | Finalgegnerinnen                            | Ergebnis          |
| --- | ------------------ | ---------------- | ----------------- | ----------------- | ------------------------- | ------------------------------------------- | ----------------- |
| 1.  | 30. September 2011 | Madrid           | ITF $25.000       | Sand              | Rocío de la Torre-Sánchez | Kiki Bertens Elyne Boeykens                 | 5:7, 6:4, [10:8]  |
| 2.  | 14. November 2014  | Casablanca       | ITF $10.000       | Sand              | Olga Parres Azcoitia      | Tea Faber Silvia Njirić                     | 6:2, 6:4          |
| 3.  | 21. November 2014  | Casablanca       | ITF $10.000       | Sand              | Olga Parres Azcoitia      | Manisha Foster Lisa Sabino                  | 1:6, 7:62, [10:7] |
| 4.  | 15. Mai 2015       | Monzón           | ITF $10.000       | Hartplatz         | Olga Parres Azcoitia      | Başak Eraydın Francesca Stephenson          | 6:4, 6:2          |
| 5.  | 8. Juli 2016       | Budapest         | ITF $100.000      | Sand              | Ema Burgić Bucko          | Lenka Kunciková Karolína Stuchlá            | 6:4, 2:6, [12:10] |
| 6.  | 27. August 2016    | Bukfurdo         | ITF $25.000       | Sand              | Fanni Stollar             | Dalma Galfi Réka Luca Jani                  | 6:3, 7:64         |
| 7.  | 2. September 2016  | Barcelona        | ITF $25.000       | Sand              | Andrea Gámiz              | Alice Matteucci Jil Teichmann               | 6:2, 7:5          |
| 8.  | 30. September 2016 | Clermont-Ferrand | ITF $25.000       | Hartplatz (Halle) | Olga Sáez Larra           | Manon Arcangioli Silvia Njirić              | 6:2, 3:6, [10:2]  |
| 9.  | 15. April 2017     | Pula             | ITF $25.000       | Sand              | Bernarda Pera             | Cristiana Ferrando Camilla Rosatello        | 6:4, 6:3          |
| 10. | 5. Mai 2017        | Lleida           | ITF $25.000       | Sand              | Andrea Gámiz              | Wera Lapko Aleksandrina Najdenowa           | 6:1, 4:6, [10:8]  |
| 11. | 13. Mai 2017       | Monzón           | ITF $25.000       | Hartplatz         | Andrea Gámiz              | Sopia Schapatawa Walerija Strachowa         | 6:3, 6:4          |
| 12. | 22. Dezember 2017  | Navi Mumbai      | ITF $25.000       | Hartplatz         | Diāna Marcinkēviča        | Pranjala Yadlapalli Tamara Zidanšek         | 6:0, 6:1          |
| 13. | 25. Februar 2018   | Budapest         | WTA International | Hartplatz (Halle) | Fanny Stollár             | Kirsten Flipkens Johanna Larsson            | 4:6, 6:4, [10:3]  |
| 14. | 7. April 2019      | Óbidos           | ITF $25.000       | Teppich           | Cristina Bucsa            | Sopia Schapatawa Emily Webley-Smith         | 7:5, 7:5          |
| 15. | 13. Juli 2019      | Contrexéville    | ITF $100.000      | Sand              | Oksana Kalaschnikowa      | Anna Danilina Eva Wacanno                   | 6:3, 6:3          |
| 16. | 3. August 2019     | Bad Saulgau      | ITF $25.000       | Sand              | Sara Sorribes Tormo       | Xenija Laskutowa Marina Melnikowa           | 6:3, 6:1          |
| 17. | 26. Oktober 2019   | Székesfehérvár   | ITF $100.000      | Sand (Halle)      | Fanny Stollár             | Nina Potočnik Nika Radišić                  | 6:1, 7:64         |
| 18. | 2. November 2019   | Asunción         | ITF $60.000       | Sand              | Andrea Gámiz              | Anna Danilina Conny Perrin                  | 6:4, 3:6, [10:3]  |
| 19. | 22. Dezember 2019  | Limoges          | WTA Challenger    | Hartplatz (Halle) | Sara Sorribes Tormo       | Jekaterina Alexandrowa Oksana Kalaschnikowa | 6:2, 7:63         |
| 20. | 26. März 2022      | Le Havre         | ITF W25           | Sand              | Cristina Bucsa            | Diana Marcinkevica Chiara Scholl            | 6:4, 6:3          |
| 21. | 6. Mai 2023        | Tossa de Mar     | ITF W25+H         | Teppich           | Conny Perrin              | Martha Matoula Arina Gabriela Vasilescu     | 4:6, 6:3, [10:7]  |
| 22. | 3. Juni 2023       | Yecla            | ITF W25           | Hartplatz         | Katarina Kozarov          | Nicole Fossa Huergo Matilda Mutavdzic       | 6:3, 6:4          |
| 23. | 17. Juni 2023      | Guimarães        | ITF W25           | Hartplatz         | Petra Hule                | Francisca Jorge Matilde Jorge               | 6:4, 7:5          |